# 笹山秀雄
笹山秀雄（日语：／ Sasayama Hideo，1968年1月9日—），日本男子摔跤运动员。他曾代表日本参加1990年和1994年亚洲运动会摔跤比赛，获得一枚银牌。他也曾参加1996年夏季奥林匹克运动会。